# Alejandro Freundt Rosell
Alejandro Freundt Rosell (Lima, 22 de noviembre de 1895–ib., 24 de agosto de 1970) fue magistrado, diplomático, docente universitario y político peruano. Fue presidente de la Corte Superior de Piura. Durante el gobierno de Manuel Odría fue ministro de Justicia y Culto (1952-1955). También fue ministro plenipotenciario en Suecia, Noruega  y Bélgica, así como embajador en Países Bajos.

## Biografía
Hijo de Alejandro Freundt Noble y Constanza Rosell Cacho. Sus hermanos Alberto Freundt Rosell (abogado y diplomático) y Víctor Freundt Rosell (ingeniero), también incursionaron en la política.
Cursó sus estudios escolares en el Colegio de la Inmaculada. En 1910 ingresó a la Universidad Nacional Mayor de San Marcos, donde sucesivamente se doctoró en Ciencias Políticas y Administrativas (1918), y en Jurisprudencia (1919).
Se consagró al ejercicio de su profesión y sirvió como relator de la Corte Suprema de Justicia (1919-1929). Fue también miembro de la Comisión Jurídica que debía vigilar la realización del plebiscito de Tacna y Arica (1926), el cual nunca se llevó a cabo.
Sucesivamente fue vocal de la Corte Superior de Tacna (1929-1930), director general de Hacienda (1930) y vocal de la Corte Superior de Piura (1930-1942), de la cual fue presidente en 1932, 1937 y 1942.
Fue catedrático de la Facultad de Derecho de la Universidad de San Marcos (1942-1944); prefecto del departamento de Arequipa (1944-1947); director del Departamento de Extranjería del Ministerio de Relaciones Exteriores (1947); y ministro plenipotenciario en Suecia (1949), Noruega (1950) y Bélgica (1952).
Durante el gobierno constitucional de Manuel Odría fue nombrado ministro de Justicia y Culto, reemplazando en dicho cargo a su hermano Alberto Freundt Rosell (5 de agosto de 1952). Permaneció en esa función hasta el 24 de diciembre de 1955, cuando se produjo una crisis ministerial que provocó la renovación de los miembros del Consejo de Ministros, que presidía el vicealmirante Roque A. Saldías.
Durante el segundo gobierno de Manuel Prado Ugarteche fue director del Instituto Peruano de Investigaciones Genealógicas (1957) y embajador en Países Bajos (1956-1958).

## Publicaciones
- 1923: La Corte Suprema de la República desde su fundación.
- 1945: Recopilación de datos cronológicos de familia.
- 1962: Freundt Rosell dos apellidos centenarios en Perú.
- 1963: La Orden soberana y militar de Malta, asociación peruana.
- 1964: Tres vidas en el siglo XIX al servicio de las nuevas repúblicas del Pacífico.
- 1967: Apuntes del viejo Chorrillos.
- 1967: Relación cronológica de los Ministros de Justicia del Perú, de 1826 a 1967, desde el doctor Don Hipólito Unanue hasta el doctor Don Luis Rodríguez Mariátegui Proaño.
- 1968: El linaje de los Cacho en el Perú.